# Tangloids

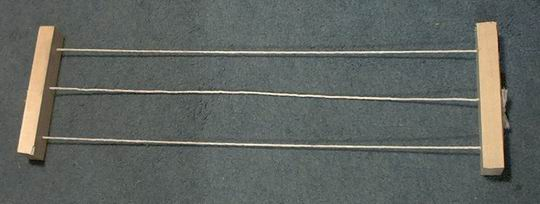
Tangloids

Tangloids è un gioco di abilità per due persone, inventato dal matematico Piet Hein e usato da fisici come Niels Bohr per spiegare il calcolo degli spinori.
Due blocchi piani di legno, ciascuno con tre fori molto piccoli, sono uniti con tre cordicelle parallele.
Ogni giocatore tiene uno dei blocchi di legno. Il primo giocatore tiene fisso un blocco di legno, mentre l'altro giocatore ruota l'altro blocco di legno intorno a un qualunque asse per due giri completi. Il primo giocatore prova a districare le cordicelle senza ruotare i due blocchi di legno. Soltanto le traslazioni (che fanno scorrere le parti) sono permesse. In seguito, i giocatori si invertono i ruoli. Chiunque riesca a districare le cordicelle il più velocemente possibile risulterà vincitore.